# 主意尽美歌
《主意尽美歌》是一首基督教赞美诗。该诗的词为长老会牧师Maxwell Cornelius，后布道家Major Whittle作成副歌，并寄给好友McGranaham，请他作曲。该诗歌于1958年译成中文。